# Daniel Ellis
Daniel Ellis (Albury, Nova Gal·les del Sud, 7 d'octubre de 1988) és un ciclista australià especialista en pista.

## Palmarès
- 2007
  - Campió d'Oceania en Velocitat per equips (amb Shane Perkins i Ryan Bayley)
- 2008
  - Campió d'Oceania en Velocitat
  - Campió d'Oceania en Velocitat per equips (amb Shane Perkins i Scott Sunderland)
- 2009
  - Campió d'Oceania en Velocitat
- 2010
  - 1r als Jocs de la Commonwealth en Velocitat per equips
  - Campió d'Oceania en Velocitat per equips (amb Jason Niblett i Scott Sunderland)
  -  Campió d'Austràlia en Velocitat
  -  Campió d'Austràlia en Velocitat per equips

### Resultats a laCopa del Món
- 2007-2008
  - 1r a Sydney, en Velocitat per equips
- 2008-2009
  - 1r a Melbourne, en Velocitat per equips
- 2009-2010
  - 1r a Melbourne, en Velocitat per equips